# Abaangüí
Abaangüí o Avá Anguy  es el dios de la Luna de la mitología guaraní. De acuerdo con la leyenda, Abaangui tenía una nariz enorme. Se cortó la nariz y la lanzó al cielo, y ésta se convirtió en la Luna. En otra versión de la leyenda, Abaangui era el abuelo de los guarayús y tenía dos hijos, cada uno de ellos tiró una flecha hasta el cielo, donde quedó fija, luego cada uno tiró otra flecha que entró en la primera y así siguieron hasta formar dos cadenas que iban del cielo hasta la tierra. Por esta cadena treparon los dos hijos de Abaangüí hasta llegar el cielo y allí se quedaron, transformándose en el sol y la luna